# Clarence Clark
Clarence Munroe Clark, ameriški tenisač, * 27. avgust 1859, Germantown, Pennsylvania, ZDA, † 29. junij 1937, Germantown.
Clarence Clark se je na turnirjih za Nacionalno prvenstvo ZDA v posamični konkurenci leta 1882 uvrstil v finale, ko ga je premagal Richard Sears. V konkurenci moških dvojic je dobil prvi turnir leta 1881 s Frederickom Winslowom Taylorjem. Leta 1983 je bil posmrtno sprejet v Mednarodni teniški hram slavnih.

## Finali Grand Slamov

### Posamično (1)

#### Porazi (1)
| Leto | Turnir                   | Nasprotnik v finalu | Rezultat finala |
| 1882 | Nacionalno prvenstvo ZDA | Richard Sears       | 1–6, 4–6, 0–6   |